# Џулијус Ирвинг
Џулијус Винфилд Ирвинг II (енгл. Julius Winfield Erving II; Ист Медоу, САД, 22. фебруар 1950), познат као Др Џеј (енгл. Dr. J), бивши је амерички кошаркаш, који је имао велики утицај на развој атрактивног, до тада невиђеног стила игре. Он је пети кошаркаш свих времена по броју постигнутих поена (30.026). Био је познат по закуцавањима са линије за слободна бацања, такође он је једини кошаркаш који је порглашаван за најбољег играча АБА и НБА лиге. Многи сматрају да је он најатрактивнији кошаркаш икада.
На драфту 1972. одабрали су га Милвоки Бакси као 12. пика.

## НБА каријера

### Вирџинија Скуирес
Ирвинг је брзо постао познат, такву репутацију је стекао захваљујући снажним и немилосрдним закуцавањима. Постизао је 27,3 поена по мечу и изабран је у другом тиму АБА лиге. Он је водио свој тим до финала источне конференције где су заустављени од стране Њујорк Нетси које је предводио Рик Бери. На драфту 1972. године, Милвоки Бакси су га одабрали као 12. пика. Уместо да заигра са Карим Абдул-Џабаром и Оскар Робертсоном, он потписује за Атланта Хоксе. Али су Хокси морали да плате 25.000 долара јер је Ирвинг био везан за Милвоки Баксие. Потом се враћа у АБА лигу где пружа најбоље партије, постиже 31,9 поена по мечу у сезони 1972-1973. Наредне године је продат Њујорк Нетсима.

### Њујорк Нетси
Скуиреси су као и већина АБА тимова били на клизавом финансијском терену. Билу су приморани да продају Ирвинга Њујорк Нетсима 1973. године, овај потез их је послао у заборав. Ирвинг је предводио свој тим до прве АБА титуле у сезони 1973-1974. Ирвинг се устоличио као најбољи играч АБА лиге. Захваљујући њему Њујорк Нетси су постали поштован тим са увећаним бројем навијача. На крају сезоне 1975-1976. дошло је до спајања АБА и НБА лиге. Ирвинг у сезони 1975-1976. предводи свој тим у победи над Денвер Нагетсима, у плејофу је постизао 34,7 поена и бива проглашена за најкориснијег играча.

### Филаделфија Севентисиксерси
После уласка у НБА лигу, Њу Џерзи Нетси су морали да плате 4,8 милона долара за учествовање у НБА лиги, тако што би заузели место Њујорк Нетсима. Власник Њу Џерзи Нетсиа није могао да, по договору, повећа плату Џулијус Ирвингу. Он није желео да игра под постојећим уговором и остаје у Тренинг кампу. Када је Филаделфија Севентисиксерси понудила Њу Џерзи Нетсима откуп Ирвинговог уговора у износу од 3 милиона долара, власник клуба није имао избора и морао је да прихвати понуду. После одласка Џулијус Ирвинга Њу Џерзи Нетси су потпуно потонули. Заузели су последње место са скором 24-58.
Ирвинг убрзо постаје лидер новог тима и доводи их до 50 победа у лиги, чиме су заузели прво место по броју победа у НБА лиги и освојивши атлантску дивизију. Затим стижу до финала источне конференције где побеђују прошлогодишњег шампиона Бостон Селтиксе. У финалу, у коме су се састали Филаделфија Севентисиксерси и Портланд Трејлблејзерси победу односе блејзерси предвођени Бил Волтоном победом од 4-2.
Међутим ван паркета Др. Џеј постиже велики успех, постаје један од првих НБА играча, који носе обућу названу по себи. Појављује се у разним телевизијским рекламама и на филму. У наредним годинама се створило велико ривалство између Филаделфија Севентисиксерса и Бостон Селтикса. Ово није био дуле само два велика клуба, већ и један од највећих дуела кошаркаша у историји, Лари Берда и Џулијус Ирвинга. Састајали су се 4 пута у финалу источне конференције. Године 1980. Сикстерси побеђују Селтиксе и у финалу су се састали са Лејкерсима. И поред сјајне игре Џулијус Ирвинга Лејкерси добијају тај дуел са 4-2, у победничком тиму се издвојио тада млађани Меџик Џонсон. Ирвинг је поново у наредним сезонама био међу најбољим појединцима. У сезони 1980-81 Сикстерси су заустављени од Селтиксе, да би их наредне сезоне 1982-83 савладали. У финалу су поражени од Лос Анђелес Лејкерса. Упркос овим поразима Др. Џеј је 1981. проглашен МВП сезоне, а 1982. године се нашао у НБА првом тимуНБА лиге. Коначно, у сезони 1982-83 Сикстерси добијају оно што им је недостајало, добар центар. Долази сјајни Мозиз Малон. Наоружани једним од најбољих центара у историји НБА лиге, Сикстерси доминирају током целе сезоне. Те сезоне су победили Милвоки баксе у финалу источне конференције и касније у финалном окршају за прстен су савладали Лос Анђелес Лејкерсе.
Ирвин је задржао свој НБА ол-стар калибар до краја карије, постижући у просеку 22,4, 20,0, 18,1, и 16,8 поена у последњој сезони. Године 1986. најавио је повлачење, због чега на сваком мечу пред домаћом публиком, сваки потез Ирвинга бива пропраћен аплаузима.